# Marcus Cole
Marcus Cole es un personaje de ficción interpretado por Jason Carter. Fue un importante Ranger que apareció en la tercera y cuarta temporada en la serie Babylon 5.

## Biografía

### Primeros años
Marcus Cole nació en el año 2226 en la Colonia Arisa. Su familia era propietaria de una mina que extraía Quantium 40, necesario para construir puertas de salto hiperespaciales. Se llamaba Mina Cole.
Marcus era demasiado joven para luchar en la Guerra Tierra-Minbari, pero fue reclutado por las Fuerzas Terrestres y sirvió en inteligencia. Su hermano menor William no tenía ningún interés en el negocio familiar. Viajó por la galaxia y acabó en Minbar, donde se unió a los Rangers. De esa manera la gestión del negocio familiar recayó únicamente en Marcus cuando sus padres murieron.
En julio de 2259, cuando Marcus ya dirigía la colonia minera de Arisa, William lo visitó y trató de convencerlo de que también se uniera a los Rangers. Al principio Marcus mostró falta de interés al respecto, pero eso cambió completamnete cuando todos los colonos excepto él perdieron la vida en un ataque de las Sombras. Marcus entonces prometió a su hermano moribundo que continuaría su trabajo con los Rangers.
Marcus llegó a Minbar en agosto de 2259, entrenó bajo Jeffrey Sinclair y se convirtió en un hábil Ranger. Poco después de completar su entrenamiento de Ranger en noviembre de 2259, Marcus acompañó a Sinclair y Catherine Sakai, la amiga de Sinclair, en una misión para evitar que las Sombras no obtuvieran acceso al Time Warp en el Sector 14. Esa misión fue exitosa, aunque Sakai se perdió en el fluo temporal a causa de ello.

### Tercera temporada
Después Marcus Cole fue enviado a Zagros 7 en el Sector Drazi, donde estableció uno de los campos de entrenamiento de Ranger más grandes fuera de Minbar. Sin embargo, a petición del Sr. Morden, este planeta fue rodeado por un campo minado por los Centauri. Marcus escapó del bloqueo y viajó a Babylon 5, donde le pidió ayuda al capitán John Sheridan. Le presentó a Sheridan la primera Estrella blanca, que logró destruir el bloqueo.
Luego Marcus se convirtió en el enlace de los Rangers con Babylon 5. Hizo numerosas conexiones en la estación y fue uno de los primeros miembros del consejo de guerra secreto que Sheridan estableció en la estación.
En agosto de 2260, Marcus ayudó a a robar Babylon 4 para enviar la estación al pasado. También ayudó a que Sinclair, más tarde, en el pasado, conocido como Valen, fuese con la estación Babylon 4 al pasado. Cuando se suponía que Delenn sucedería a Sinclair como Entil'Zha, Marcus se batió en duelo con Neroon para evitar que interfiriera. Neroon quedó impresionado por el compromiso de Marcus con Delenn y finalmente la aceptó como Entil'Zha.

### Cuarta temporada
Más tarde estuvo siempre luchando con Susan Ivanova a su lado durante la lucha contra las Sombras y presencia con ella el fin de esa guerra. Cuando terminó esa guerra, Marcus trabajó con Stephen Franklin. En mayo de 2261 se reunieron con la Resistencia Marciana para ofrecer una alianza con Babylon 5. En septiembre del mismo año, Sheridan lo envió a Proxima 3 para recopilar información sobre el bloqueo de las fuerzas terrestres.
Durante su estancia en Babylon 5, Marcus se enamoró de Susan Ivanova. Intentó con mucho cuidado acercarse a ella, pero se dio cuenta de que ella no le permitiría dejar que él se acercara realmente a ella. Finalmente Marcus Cole quedó angustiado cuando Susan Ivanova fue herida de muerte durante la Guerra Civil Terrestre. Buscó desesperadamente una manera de ayudarla y encontró las notas de Franklin sobre la máquina curativa. Dejó la flota sin previo aviso y voló a Babylon 5. Cuando llegó allí el 4 de noviembre de 2261, utilizó esa máquina para transferir su energía vital a Ivanova, lo que salvó su vida, pero también causó su muerte. Ivanova entonces, desconsolada, ordenó congelar su cuerpo.

### Resurrección
Marcus despertó casi 300 años después, cuando, en los años intermedios, su criotubo había sido trasladado a Minbar. Finalmente, se encontraron las ruinas de la civilización alienígena que había construido el dispositivo de curación, y los médicos Minbari obtuvieron la información que necesitaban para revivir a Marcus.
Marcus tenía sentimientos contradictorios sobre su situación, ya que no sabía por qué Ivanova lo había congelado. Adicionalmente Marcus heredó un gran fondo fiduciario que se había preparado para él. Gracias a él pudo comprar una pequeña nave con cable de puente y viajó a Sirio Nueve. De los Archivos Neurales de allí robó la Voz de Susan Ivanova, un mapa neuronal de su mente.
Su siguiente parada fue un científico humano rebelde que operaba en el espacio Brakiri. Le dio al médico un mechón de cabello de Ivanova que había encontrado en su chaqueta para crear un clon. Costándole la mayor parte de su dinero, Marcus ordenó al doctor que implantara los recuerdos de Ivanova de su Voz en el clon, pero solo hasta el punto en que Ivanova fue herida de muerte durante la Guerra Civil de la Tierra.
Una vez hecho, Marcus viajó a Marte, donde alquiló un criotubo por 32 años y cuatro meses. Treinta y dos años después, Marcus regresó con el científico rebelde y recuperó al nuevo clon. La llevó a Chryn III, un planeta que había descubierto mucho antes con su hermano. Era un hermoso paraíso, pero no tenía vida inteligente ni recursos minerales. Descargó su nave y la destruyó.
El clon de Ivanova se despertó y se encontró varado en el paraíso con Marcus Cole. Recordaba muy poco después de su lesión en la Estrella Blanca, pero él le aseguró que habían ganado la guerra. Marcus y Susan partieron entonces para explorar su nuevo hogar.